# Lynn Fontanne
Lynn Fontanne (udtales: fɒn:tæn født 6. december 1887, død 30. juli 1983) var en britiskfødt amerikansk teater- og filmskuespiller, hvis karriere strakte sig over mere end 40 år og primært forløb i USA.
Hun samarbejdede med sin mand Alfred Lunt, og parret Lunt og Fontanne fik en særlig Tony Awards i 1970. De begge vandt Emmy Awards i 1965, og Broadways Lunt-Fontanne Theatre blev navngivet efter dem. Fontanne betragtes som en af det amerikanske teaters førende skuespillerinder fra det 20. århundrede.

## Opvækst
Hun blev født Lillie Louise Fontanne i Woodford, London, og var af fransk og irsk afstamning med forældrene Jules Fontanne og Frances Ellen Thornley. Hun havde to søstre, hvoraf den ene boede i England, mens den anden flyttede til New Zealand.

## Karriere
Fontanne blev prist for at spille titelrollen i George S. Kaufman-Marc Connelly-farcen, Dulcy, i 1921. Dorothy Parker genkaldte sig hendes optræden på versform:
Dulcy, take our gratitude,
All your words are gold ones.
Mistress of the platitude,
Queen of all the old ones.
You, at last, are something new
'Neath the theatre's dome. I'd
Mention to the cosmos, you
Swing a wicked bromide. ...
Fontanne blev snart en stjerne, der havde succes som skuespiller inden for det intelligente komiske fag, hvor hun udmærkede sig i vittige roller skrevet til hende af dramatikere som Noël Coward, S.N. Behrman og Robert Sherwood. En af sine største kritikersucceser opnåede hun dog som Nina Leeds, den desperate heltinde i Eugene O'Neills kontroversielle ni-akts drama Sælsomt mellemspil. Fra slutningen af 1920'erne spillede Fontanne udelukkende i stykker, hvor hendes mand også medvirkede. Blandt deres største teatertriumfer var Design for Living, The Shaming Taming, Idiot's Delight, There Shall Be No Night og Quadrille. Design for Living, som Coward skrev udtrykkeligt for sig selv og Lunts, var så vovet med sit tema om biseksualitet og en ménage à trois, at Coward lod stykket få premiere i New York, idet han vidste, at det ikke ville overleve censuren i London. Duoen spillede stykket frem til 1958. Fontanne blev nomineret til en Tony Award for en af sine sidste sceneroller i The Visit.
Fontanne og Lunt arbejdede sammen i 27 teaterproduktioner. Om hendes spillestil sammen med Lunt udtalte den britiske radiomand Arthur Marshall efter at have set hende i Caprice St James's Theatre i 1929: "I tidens skuespil ventede skuespillerne på at tale, indtil andre var færdige, Lunt-parret vendte op og ned på det. De udelod replikker, de "trådte" på hinandens ord, de plaprede, de talte på samme tid. De talte faktisk, som folk gør i det normale liv."
Fontanne indspillede kun fire film, men blev alligevel nomineret til Oscar for bedste kvindelige hovedrolle i 1931 for The Guardsman, hvor oscaren dog gik til Helen Hayes. Hun optrådte også i stumfilmene Second Youth (1924) og I Sing Sings Skygge (1925). Hun og manden Alfred medvirkede også i Hollywood Canteen (1944), hvor de havde cameos som sig selv. Lunt-parret medvirkede i fire tv-produktioner i 1950'erne og 1960'erne, hvor både Lunt og Fontanne vandt Emmy Awards i 1965 for The Magnificent Yankee, og blev dermed det første ægtepar, der vandt prisen for at spille et ægtepar. Fontanne var fortæller i tv-produktionen fra 1960 af Peter Pan med Mary Martin og modtog en anden Emmy-nominering for at spille storhertuginde Marie i Hallmark Hall of Fame-udsendelsen af Anastasia i 1967, to af de få produktioner, hvor hun optrådte uden sin mand. Lunt-parret medvirkede desuden i flere radiospil i 1940'erne, især i Theatre Guild-programmet. Mange af disse udsendelser findes stadig.
Den 5. maj 1958 blev det tidligere Globe Theatre, der oprindeligt åbnet i 1910 og senere omdannet til biograf efter Wall Street-krakket i 1929, genåbnet efter en omfattende renovering og omdøbt til Lunt-Fontanne Theatre. På åbningsdagen for deres nye teater spillede Lunt-parret The Visit, af Dürrenmatt. Efter 189 forestillinger blev The Visit deres sidste optræden på Broadway.
Tyve år senere, den 5. maj 1978, blev Lynn Fontanne, nu 90 år gammel, æret på Lunt-Fontanne Theatre ved en genopførelse af Hello Dolly! af stykkets stjerne Carol Channing. Som et minde om aftenen blev der optaget en video, "En aften med Lynn Fontanne", som senere blev offentliggjort online, af Martha Rofheart, en tidligere protegé af Fontanne.
I 1964 blev Lunt og Fontanne tildelt Presidential Medal of Freedom af Lyndon B. Johnson.
I lighed med Lunt var Fontanne optaget i American Theatre Hall of Fame. Fontanne var også et Kennedy Center honoree i 1980.
Nogle af hendes kostumer er udstillet i Milwaukee, Wisconsin, på Mount Mary Universitys (tidligere kendt som Mount Mary College) historiske kostumesamling.

## Privatliv
Fontanne blev gift med Alfred Lunt i 1922. Ægteskabet var barnløst. Parret boede i mange år på "Ten Chimneys" i Genesee Depot, Wisconsin. De var gift i 55 år og var uadskillelige både på og uden for scenen.
Fontanne gjorde meget for at undgå at afsløre sin sande alder. Hendes mand døde efter sigende i den tro, at hun var fem år yngre end han (som hun havde fortalt ham). Hun var faktisk fem år ældre, men fortsatte med at benægte, længe efter Lunts død, at hun var født i 1887.

## Udtale af sit efternavn
Engang hvor hun blev spurgt ind til, hvordan hun udtalte sit efternavn, fortalte hun Literary Digest, at hun foretrak den franske måde, men "Hvis det franske er for vanskeligt for amerikanere, skal begge stavelser have samme tryk, og a skal være relativt kraftigt": fon-tahn.

## Udvalgte Broadway-optrædener
- Mr Preedy and the Countess (1910)
- Happiness (1917)
- Dulcy (1921)
- The Guardsman (1924)
- Arms and the Man (1925)
- Pygmalion (1926)
- Brødrene Karamzov (The Brothers Karamazov, 1927)
- Sælsomt mellemspil (Strange Interlude, 1928)
- Elizabeth the Queen (1930)
- Meteor (1930)
- Design for Living (1933)
- Trold kan tæmmes (The Taming of the Shrew, 1935)
- Idiot's Delight (1936)
- Amphitryon 38 (1937)
- The Seagull (1938)
- There Shall Be No Night (1940)
- Candle in the Wind (1941)
- The Pirate (1942)
- O Mistress Mine (1946)
- I Know My Love (1949)
- Quadrille (1954)
- The Great Sebastians (1956)
- The Visit (1958)

## Radiospil
- The Guardsman, 30. september 1945 - Alfred Lunt, Lynn Fontanne
- Elizabeth the Queen, 2. december 1945 - Lunt, Fontanne
- Strange Interlude, (Del 1) 31. marts 46 - Fontanne, Walter Abel, Alfred Shirley (formentlig gået tabt)
- Strange Interlude (Del 2), 7. april 1946 - Fontanne, Abel, Shirley
- Call it a Day, 2. june 1946 - Lunt, Fontanne
- The Great Adventure 5. januar 1947 - Lunt, Fontanne
- O' Mistress Mine, 9. januar 1949 - Lunt, Fontanne (formentlig gået tabt)
- The Great Adventure (anden optræden), 20. november 1949 - Lunt, Fontanne (formentlig gået tabt)
- There Shall Be No Night, 24. september 1950 - Lunt, Fontanne (formentlig gået tabt)
- Pygmalion, 21. oktober 1951 - Lunt, Fontanne
- The Old Lady Shows Her Medals, 3. februar 1952 - Fontanne (formentlig gået tabt)